# 南篠豊
南篠 豊（なしの みのり）は、北海道出身のライトノベル作家である。

## 略歴
2012年の第2回講談社ラノベ文庫新人賞で『彼と彼女の不都合な真実』により優秀賞を受賞、2013年より鍋島テツヒロがイラストを務める形で『彼と彼女の不都合な真実』シリーズが講談社ラノベ文庫より出版された。
2014年より羽鳥ぴよこがイラストを務める形で『IEイマジナリーエフェクト』シリーズが講談社ラノベ文庫より出版された。
2016年よりれい亜がイラストを務める形で『魔王、配信中!?』シリーズが講談社ラノベ文庫より出版された。

## 作品一覧
- 『彼と彼女の不都合な真実』シリーズ
- 『IEイマジナリーエフェクト』シリーズ
- 『魔王、配信中!?』シリーズ